# Garfield (альбом)
Garfield — дебютный студийный альбом американского антифолк-музыканта Адама Грина, изданный 22 октября 2002 года лейблом Rough Trade Records. В отличие от остальных его последующих работ, звучание Garfield больше напоминает другой проект Грина — The Moldy Peaches, и также отличается более грубым, Lo-Fi звучанием, чем другие его альбомы. В британский релиз альбома вошли только первые десять треков, и он называется Adam Green.

## Отзывы
| Оценки критиков  | Оценки критиков |
| Источник         | Оценка          |
| ---------------- | --------------- |
| Allmusic         | [ 1 ]           |
| Robert Christgau | [ 2 ]           |
| Rolling Stone    | [ 3 ]           |

Garfield получил смешанные отзывы музыкальных критиков.
Маккензи Уилсон из Allmusic отметил, что «Слегка придерживаясь своей антифолковой формулы, Адам Грин предлагает ироничный музыкальный поворот в Garfield, и это удивительно очаровательно. Ему едва исполнилось двадцать, но в нём чувствуется проницательность, схожая с Лу Барлоу и любимым Грином Тимом Хардином. Песня „Dance With Me“ — самый яркий поп-момент Garfield. Многослойная перкуссия кружится вокруг низкого вокала Грина и тихой секции деревянных духовых. Грин сладко описывает момент встречи с девушкой, которой он когда-то восхищался издалека, и он странно романтичен в этом. Garfield — это музыкальный сборник рассказов Грина об ушибах; вокал в стиле Лу Рида/Игги Попа и острые риффы подчёркивают поражение любви в „Baby’s Gonna Die Tonight“… Он также своего рода юморист — обратите внимание на „Mozzarella Swastikas“. Garfield — впечатляющий отход от личности Грина из „Moldy Peaches“. Он даже не использует слово „дерьмо“ ни в одной из своих песен».

## Список композиций
Все песни написаны Адамом Грином.
1. «Apples, I’m Home» — 1:45
2. «My Shadow Tags on Behind» — 2:28
3. «Bartholemew» — 3:17
4. «Mozarella Swastikas» — 3:37
5. «Dance with Me» — 3:49
6. «Computer Show» — 3:01
7. «Her Father and Her» — 2:41
8. «Baby’s Gonna Die Tonight» — 3:00
9. «Times Are Bad» — 2:36
10. «Can You See Me» — 4:48
11. (untitled silence track) — 1:02
12. «Dance With Me» (EP version) — 3:33
13. «Bleeding Heart» (EP version) — 2:03
14. «Computer Show» (EP version) — 3:04